# Бріс Дахіт
Бріс Дахіт (фр. Brice Dahité, нар. 21 червня 1991) — французький футболіст, нападник клубу «Єнген Спорт». 
Клубний чемпіон Океанії. 

## Клубна кар'єра
У дорослому футболі дебютував 2013 року виступами за команду клубу «Єнген Спорт», кольори якої захищає й донині.

## Виступи за збірну
Дебютував у національній збірній Нової Каледонії 26 березня 2016 року у товариському матчі проти Вануату (2:1). Дебютним голом у національній команді відзначився 1 грудня 2016 року в переможному (7:0) поєдинку проти Самоа.
У складі збірної був учасником кубка націй ОФК 2016 року у Папуа Новій Гвінеї.

## Статистика виступів

### Голи за збірну
Рахунок та результат Нової Каледонії в таблиці подано на першому місці.
| №  | Дата          | Місце                                         | Суперник | Рахунок | Результат | Змагання             |
| -- | ------------- | --------------------------------------------- | -------- | ------- | --------- | -------------------- |
| 1. | 1 червня 2016 | Сер Джон Гуйс, Порт-Морсбі, Папуа Нова Гвінея | Самоа    | 7–0     | 7–0       | Кубок націй ОФК 2016 |

## Титули й досягнення
«Єнген Спорт»
- Клубний чемпіонат Океанії:
  -  Чемпіон (1): 2019